# Afroscoparia malutiensis
Afroscoparia malutiensis là một loài bướm đêm trong họ Crambidae.